# Hogesnelheidslijn Hangzhou-Shenzhen
De hogesnelheidslijn Hangzhou-Shenzhen (Standaardmandarijn: 杭福深高速铁路) is een Chinese hogesnelheidslijn die Hangzhou met Shenzhen verbindt langs Ningbo, Wenzhou, Fuzhou en Xiamen. Het traject volgt de zuidoostelijke kustlijn van China en verbindt de Hangzhoubaai aan de Oost-Chinese Zee met de Parelrivierdelta aan de Zuid-Chinese Zee. De lijn heeft een totale lengte van 1.495 kilometer en is een van de acht hoofdlijnen van het in China uitgebouwde hogesnelheidsnetwerk dat bestaat uit vier oost-westlijnen en vier noord-zuidlijnen (waarvan deze de meest oostelijke is). 
In tegenstelling tot de andere hogesnelheidslijnen werd deze lijn aangelegd in een gebied waar geen bestaand klassiek spoorwegnet aanwezig was. Hiermee kwam de vraag om via de lijn naast passagiersverkeer ook vrachtverkeer mogelijk te maken.
Er bestaan plannen voor een tweede brugverbinding over de Hangzhoubaai, om deze hogesnelheidslijn te verlengen tot Shanghai en zo een directe link tussen die metropool en Ningbo mogelijk te maken voor 2020.
De aanleg van de spoorweg begon op 1 augustus 2005; de eerste commerciële treinrit op het gedeelte tussen Ningbo en Fuzhou vertrok op 28 september 2009, op 28 december 2013 gevolgd door een commerciële rit tussen Hangzhou en Shenzhen. De lijn wordt uitgebaat door China Railway High-speed (CRH), een dochter van China Railways.